# The Legacy: Realm of Terror
The Legacy: Realm of Terror (distribuito in alcuni paesi semplicemente come The Legacy) è un videogioco d'avventura con elementi RPG sviluppato da Magnetic Scrolls e pubblicato nel 1993 da Microprose.
Nel 2019 il gioco è stato distribuito su GOG.com.

## Modalità di gioco
Il videogioco parte con la premessa che il protagonista, controllato dal giocatore, ha ereditato una casa che si rivelerà essere stregata. Nella trama del videogioco la magia gioca un ruolo fondamentale, benché essa sia ambientata nel periodo in cui il videogioco è uscito (il 1993), quindi il personaggio può avere a che fare con oggetti tipicamente moderni come elettrodomestici ed automobili. Il gameplay del gioco consiste essenzialmente nell'esplorazione della casa, interazione con gli oggetti e gli altri personaggi, il combattimento con alcuni mostri e la soluzione di puzzle, utilizzando il mouse.
Il gioco ha alcuni elementi tipici dei videogiochi di ruolo, con le caratteristiche del personaggio che possono migliorare man mano che si accumula esperienza.
All'inizio del gioco, il giocatore può scegliere da una lista di personaggi quello da utilizzare nel videogioco, con la possibilità di cambiare alcune caratteristiche del personaggio selezionato.
A differenza di molti videogiochi di ruolo dell'epoca, il giocatore non utilizza un gruppo di personaggi, ma soltanto uno. Nel manuale del gioco, gli sviluppatori hanno sottolineato che questa decisione è stata presa con l'intenzione di dare al giocatore una maggiore sensazione di isolamento.
L'interfaccia del gioco ha cinque finestre che possono essere ridimensionate in vari modi dal giocatore, per venire incontro alle sue esigenze.